# Drenador comú

Circuit bàsic seguidor de font JFET de canal N (neglidant els detalls de polarització).

En electrònica, un amplificador de drenador comú, també conegut com a seguidor de font, és una de les tres topologies bàsiques d'amplificadors de transistors d'efecte de camp (FET) d'una sola etapa, que s'utilitzen normalment com a buffer de tensió. En aquest circuit (NMOS) el terminal de porta del transistor serveix com a entrada del senyal, la font és la sortida i el drenatge és comú a tots dos (entrada i sortida), d'aquí el seu nom. El circuit de transistor d'unió bipolar anàloga és l'amplificador de col·lector comú. Aquest circuit també s'anomena comunament "estabilitzador".
A més, aquest circuit s'utilitza per transformar impedàncies. Per exemple, la resistència Thévenin d'una combinació d'un seguidor de tensió accionat per una font de tensió amb una alta resistència Thévenin es redueix només a la resistència de sortida del seguidor de tensió (una petita resistència). Aquesta reducció de la resistència fa que la combinació sigui una font de tensió més ideal. Per contra, un seguidor de tensió inserit entre una etapa de conducció i una càrrega elevada (és a dir, una resistència baixa) presenta una resistència infinita (càrrega baixa) a l'etapa de conducció, un avantatge per acoblar un senyal de tensió a una càrrega gran.

## Característiques
A baixes freqüències, el seguidor de la font que es mostra a la dreta té les següents característiques de senyal petit.
|                       | Definició                                                               | Expressió                                                                                            |
| --------------------- | ----------------------------------------------------------------------- | --- |
| Guany de corrent      | {\displaystyle A_{\text{i}}={\frac {i_{\text{out}}}{i_{\text{in}}}}}    | {\displaystyle \infty }                                                                              |
| Guany de tensió       | {\displaystyle A_{\text{v}}={\frac {v_{\text{out}}}{v_{\text{in}}}}}    | {\displaystyle {\frac {g_{m}R_{\text{S}}}{g_{m}R_{\text{S}}+1}}}                                     |
| Impedància d'entrada  | {\displaystyle r_{\text{in}}={\frac {v_{\text{in}}}{i_{\text{in}}}}}    | {\displaystyle \infty }                                                                              |
| Impedància de sortida | {\displaystyle r_{\text{out}}={\frac {v_{\text{out}}}{i_{\text{out}}}}} | {\displaystyle R_{\text{S}}\parallel {\frac {1}{g_{m}}}={\frac {R_{\text{S}}}{g_{m}R_{\text{S}}+1}}} |

La variable gm que no apareix a l'esquema és la transconductància del dispositiu (generalment donada en unitats de siemens).